# Аврунин, Авраам
Авраам  (Авром) Аврунин (1869, Лоев, Речицкий уезд, Минская губерния — 9 мая 1957, Тель-Авив) — израильский лингвист, переводчик, писатель, филолог, преподаватель. Специалист в области грамматики иврита.

## Биография
Родился в местечке Лоев в семье Якова Аврунина и Нехамы Бабицкой. Получил традиционное еврейское образование в хедере и иешиве. Находясь в Минске изучал ивритскую лингвистику, преподавал иврит. Принимал активное участие в движении «Ховевей Цион». В 1900 участвовал вместе с другими молодыми учителями в создании школ системы «Хедер-метукан». Преподавал в Одессе.
В 1910 вместе с семьёю эмигрировал в Эрец-Исраэль, где преподавал в средних школах Тель-Авива и в колледже воспитателей детских садов. Участвовал в создании и редактировании ежеквартальника «Лешонену», вел колонку лингвиста в газете «Гаарец» и был соредактором периодического издания «Ва’ад ха-Лашон» . Был избран почётным членом Академии языка иврит с момента её основания.
Аврунин автор этимологических и лингвистических трудов, грамматики иврита (совместно с А.Пеппером, 1922), писал стихи и эпиграммы. Написал комментарии к «Книге Иова» (совместно с А. З. Рабиновичем, 1916); исследование «Средневековая поэзия на иврите» (1929).